# 16 oktober
16 oktober är den 289:e dagen på året i den gregorianska kalendern (290:e under skottår). Det återstår 76 dagar av året.

## Namnsdagar

### I den svenska almanackan
- Nuvarande – Finn
- Föregående i bokstavsordning
  - Fingal – Namnet infördes på dagens datum 1901, men flyttades 2001 till 27 juni.
  - Finn – Namnet infördes på dagens datum 1986 och har funnits där sedan dess.
  - Flemming – Namnet infördes på dagens datum 1986, men utgick 1993.
  - Gallus – Namnet fanns, till minne av Gallus en irisk biskop, som på 600-talet kom till Schweiz och grundade Sankt Gallen, på dagens datum före 1901, då det utgick.
  - Gullik – Namnet förekom på dagens datum på 1790-talet, men utgick sedan.
- Föregående i kronologisk ordning
  - Före 1901 – Gallus och Gullik
  - 1901–1985 – Fingal
  - 1986–1992 – Fingal, Finn och Flemming
  - 1993–2000 – Fingal och Finn
  - Från 2001 – Finn
- Källor
  - Brylla, Eva (red.). Namnlängdsboken. Gjøvik: Norstedts ordbok, 2000 ISBN 91-7227-204-X
  - af Klintberg, Bengt. Namnen i almanackan. Gjøvik: Norstedts ordbok, 2001 ISBN 91-7227-292-9

### Finlandssvenska almanackan
- Nuvarande från 2020[1] – Stella, Diana, Luna, Vesta
- I föregående revideringar[a][2]
  - 1929–1988 – Saga
  - 1989–2004 – Stella
  - 2005–2009 – Stella, Vesta, Diana
  - 2010–2019 – Stella, Luna, Vesta, Diana

### Övrigt
- Världshungerdagen

## Händelser
- 456 – Magister militum Flavius Ricimer besegrar kejsare Avitus i slaget vid Piacenza.
- 1720 – Den ryske generalguvernören greve Gustav Otto Douglas bortför biskop Henriks reliker från Åbo domkyrka.
- 1775 – Portland i Maine bränns ned av britterna under amerikanska revolutionen.
- 1781 – George Washington intar Yorktown i Virginia under amerikanska revolutionen.
- 1793 – Den avsatta franska drottningen Marie-Antoinette, hustru till Ludvig XVI, avrättas med giljotin under franska revolutionen.[3]
- 1901 – Första svenska antarktisexpeditionen under Otto Nordenskjöld lämnar Göteborgs hamn med fartyget Antarctic.
- 1923 – Det amerikanska filmbolaget Walt Disney Studios grundas av Walt Disney och hans bror Roy O. Disney.
- 1945 – FN:s livsmedels- och jordbruksorganisation grundades.
- 1946 – De personer, som har dömts till döden vid Nürnbergprocessen avrättas (utom Hermann Göring som begått självmord ett dygn tidigare) (se under Avlidna nedan).
- 1955 – Folkomröstning om högertrafik hålls i Sverige. Trots ett starkt ja till att behålla vänstertrafiken börjar man inom några år förbereda en övergång och Sverige övergår till högertrafik den 3 september 1967.
- 1966 – Invigs Sigmahuset, Västerås varuhus i Västerås. Planlösningen öppen utan väggar mellan butikerna. På 1980-talet byggdes Sigma om till en galleria med egna ingångar för butikerna.
- 1973 – Radiostationen Capital Radio har premiär som den andra legala kommersiella radiostationen i London. Stationen är under flera årtionden den mest avlyssnade i regionen.
- 1978 – Sedan Johannes Paulus I har avlidit den 28 september väljs Karol Józef Wojtyła till påve och tar namnet Johannes Paulus II.
- 1995 – Det svenska statsrådet Mona Sahlin tillkännager att hon ska ta time out efter den så kallade tobleroneaffären.
- 1998 – Den chilenske förre presidenten och diktatorn Augusto Pinochet sätts i husarrest i London efter läkarbehandling där, i avvaktan på en utlämningsbegäran från den spanske åklagaren Baltasar Garzón, som utreder Pinochets människorättsbrott.
- 2006 – Sveriges kulturminister Cecilia Stegö Chilò avgår efter bara tio dagar som statsråd.
- 2007 – Svea hovrätt dömer de så kallade Stureplansprofilerna för grov våldtäkt efter en mycket uppmärksammad rättegång.
- 2126 – En total solförmörkelse beräknas inträffa i Sverige för första gången på 172 år. Senast detta hände var 30 juni 1954.[4]

## Födda
- 1430 – Jakob II, kung av Skottland
- 1483 – Gasparo Contarini, italiensk kardinal och diplomat
- 1663 – Eugen av Savojen, österrikisk adelsman och general
- 1758 – Noah Webster, amerikansk lexikograf
- 1787 – Aaron Clark, amerikansk politiker
- 1797 – James T. Brudenell, brittisk general, känd för Lätta brigadens anfall
- 1801 – Josip Jelačić, ban av Kroatien
- 1815 – Francis Lubbock, amerikansk politiker
- 1820 – Gillis Bildt, svensk politiker, friherre, militär, riksdagsman och riksmarskalk, Sveriges statsminister
- 1827 – Mathilda Ebeling, svensk operasångerska
- 1832 – Gideon C. Moody, amerikansk republikansk politiker, senator (South Dakota)
- 1854 – Oscar Wilde, irländsk-brittisk författare, dramatiker och samhällssatiriker
- 1863 – Austen Chamberlain, brittisk politiker, mottagare av Nobels fredspris 1925
- 1865 – Frederick Lambart, brittisk fältmarskalk
- 1866 – Karl Fazer, finsk bagare och företagsledare
- 1874 – Otto Mueller, tysk expressionistisk målare och grafiker
- 1878 – Sam Ask, svensk manusförfattare och skådespelare
- 1881 – Vilhelm Buhl, dansk statsminister 1942 och 1945
- 1886 – David Ben-Gurion, Israels förste premiärminister
- 1887 – Ruth Amundson, svensk sekreterare och politiker (högern)
- 1888 – Eugene O'Neill, amerikansk dramatiker, mottagare av Nobelpriset i litteratur 1936
- 1890
  - Maria Goretti, italiensk jungfrumartyr, helgon
  - Michael Collins, irländsk militär och politisk ledare samt en av grundarna av gerillarörelsen Irländska republikanska armén
- 1900 – Primo Conti, italiensk målare; futurist
- 1904
  - Björn Berglund, svensk skådespelare och vissångare
  - Eivor Wallin, svensk politiker (socialdemokrat)
- 1908 – Enver Hoxha, albansk diktator
- 1911 – Mafalda Figoni, svensk solodansös, skådespelare och koreograf
- 1912 – Clifford Hansen, amerikansk republikansk politiker, senator (Wyoming)
- 1918 – Louis Althusser, fransk marxistisk filosof
- 1923 – Bert Kaempfert, tysk orkesterledare och kompositör
- 1925
  - Daniel J. Evans, amerikansk republikansk politiker, guvernör i staten Washington
  - Angela Lansbury, brittisk skådespelare
- 1927 – Günter Grass, tysk författare, mottagare av Nobelpriset i litteratur 1999
- 1929 – Fernanda Montenegro, brasiliansk skådespelare och TV-personlighet
- 1931 – Bertil Torekull, svensk politiker och författare
- 1932 – Detlev Karsten Rohwedder, tysk företagsledare och politiker
- 1936
  - Peter Bowles, brittisk skådespelare
  - Andrej Tjikatilo, rysk seriemördare
- 1937 – Emile Ford, brittisk schlagerartist
- 1938
  - Sten Ljunggren, svensk skådespelare
  - Jorma Ojaharju, finländsk författare
- 1943 – Lou Rossling, svensk refräng- och körsångare
- 1944 – Bunny Ragnerstam, svensk författare
- 1946 – Ulf Ivar Nilsson, svensk satirtecknare, journalist och författare
- 1947 – Guy Siner, brittisk skådespelare
- 1948
  - Peter Asch, amerikansk vattenpolospelare
  - Greg Bell, amerikansk republikansk politiker, viceguvernör i Utah
  - Gary Miller, amerikansk republikansk politiker och affärsman
- 1952 – Christopher Cox, amerikansk politiker
- 1953 – Paulo Roberto Falcão, brasiliansk fotbollsspelare
- 1958 – Tim Robbins, amerikansk skådespelare och filmregissör
- 1959
  - Kevin Brennan, brittisk parlamentsledamot för Labour
  - John Whittingdale, brittisk parlamentsledamot för Conservative
- 1961
  - Fanny Gjörup, svensk barnskådespelare
  - Bo Sundström, svensk sångare
- 1962 – Michael Balzary, kallad "Flea", amerikansk musiker, basist i rockbandet Red Hot Chili Peppers
- 1971 – Popi Maliotaki, grekisk sångare
- 1973
  - Jacek Berensztajn, polsk fotbollsspelare
  - Eva Röse, svensk skådespelare och TV-programledare
- 1974
  - Aurela Gaçe, albansk sångare
  - Paul Kariya, kanadensisk ishockeyspelare
- 1977
  - Sebastian Ylvenius, svensk skådespelare
  - John Mayer, amerikansk sångare
- 1979 – Božo Petrov, kroatisk politiker och psykiater
- 1980 – Jeremy Jackson, amerikansk skådespelare och sångare
- 1983 – Lorén Talhaoui, svensk dokusåpadeltagare, medverkade i Idol 2004 där hon kom fyra. Vinnare av Eurovision Song Contest 2012
- 1984 – Kim Myong-Gil, nordkoreansk fotbollsspelare
- 1991 – John och Edward Grimes, sångare från Irland (enäggstvillingar), deltog i Eurovision Song Contest 2011 och Eurovision Song Contest 2012
- 2002 – Hanna Bennison, fotbollsspelare, OS-silver 2020

## Avlidna
- 1333 – Nicolaus V, motpåve
- 1423 – Albrekt V av Mecklenburg, tysk hertig
- 1553 – Lucas Cranach den äldre, tysk målare, gravör och bokillustratör
- 1555 – Hugh Latimer och Nicholas Ridley, engelska biskopar avrättade för kätteri (två av Oxfordmartyrerna)
- 1591 – Gregorius XIV, född Niccolò Sfondrati, påve
- 1621 – Jan Pieterszoon Sweelinck, nederländsk kompositör
- 1680 – Raimondo Montecuccoli, italiensk militär och militärteoretiker
- 1755 – Gerardo Maiella, italienskt helgon
- 1793 – Marie-Antoinette, drottning av Frankrike
- 1848 – Johan Jacob Fahlgren, svensk skådespelare och operasångare
- 1881 – Louis A. Wiltz, amerikansk politiker, guvernör i Louisiana
- 1885 – Hugh Henry Rose, 1:e baron Strathnairn, brittisk fältmarskalk.
- 1891 – Samuel W. Hale, amerikansk politiker, guvernör i New Hampshire
- 1898 – Torsten Thure Renvall, finländsk ärkebiskop
- 1925 – Christian Krohg, norsk författare, målare och journalist
- 1937 – Jean de Brunhoff, fransk författare, Babars skapare
- 1944 – Eric Westberg, svensk musikorganisatör, kompositör och dirigent
- 1946
  - Ebba Bernadotte, svensk hovfröken
  - Avrättade efter Nürnbergprocessen:
    - Hans Frank, tysk nazistisk politiker
    - Wilhelm Frick, tysk nazistisk politiker
    - Alfred Jodl, tysk nazistisk generalöverste
    - Ernst Kaltenbrunner, österrikisk SS-general (Obergruppenführer)
    - Wilhelm Keitel, tysk militär
    - Joachim von Ribbentrop, tysk nazistisk utrikesminister
    - Alfred Rosenberg, tysk nazistisk politiker
    - Fritz Sauckel, tysk nazistisk arbetsledare
    - Arthur Seyss-Inquart, österrikisk nazist, generalguvernör i Nederländerna
    - Julius Streicher, tysk nazistisk politiker
- 1957 – Ralph Benatzky, österrikisk operettkompositör
- 1959 – George C. Marshall, amerikansk militär och politiker, utrikesminister, mottagare av Nobels fredspris 1953
- 1973 – Gene Krupa, amerikansk jazztrumslagare
- 1981 – Moshe Dayan, israelisk militär och politiker
- 1984
  - Peggy Ann Garner, amerikansk skådespelare (barnstjärna)
  - Åke Vrethem, svensk affärsman
- 1988 – Kaarlo Wirilander, finländsk historiker
- 1989 – Walter Farley, amerikansk författare.
- 1993 – Fern Sawyer, amerikansk rodeoryttare
- 2004 – Pierre Salinger, amerikansk demokratisk politiker och journalist
- 2006 – Valentín Paniagua Corazao, peruansk före detta president
- 2007
  - Ignacy Jeż, polsk romersk-katolsk biskop
  - Toše Proeski, makedonsk sångare
  - Ursula Richter, svensk radioproducent
  - Deborah Kerr, brittisk skådespelare
- 2011
  - Pete Rugolo, 95, amerikansk film- och TV-kompositör, Jagad
  - Henning Sjöström, 89, svensk advokat och författare
  - Dan Wheldon, 33, brittisk racerförare
- 2012
  - John A. Durkin, 76, amerikansk politiker och tidigare senator (New Hampshire)
  - Aleksandr Kosjkijn, 53, rysk (sovjetisk) boxare
- 2014 – Tim Hauser, 72, amerikansk sångare, originalmedlem och medgrundare av The Manhattan Transfer
- 2018 – Walter Huddleston, 92, amerikansk demokratisk politiker, senator för Kentucky
- 2022 – Benjamin Civiletti, 87, amerikansk advokat och demokratisk politiker, USA:s justitieminister 1979–1981.
- 2023 – Martti Ahtisaari, 86, finländsk politiker, president, mottagare av Nobels fredspris 2008
- 2024 – Liam Payne, 31, brittisk sångare och medlem i musikgruppen One Direction.